# Schweizerische Gesellschaft für Psychologie
Die Schweizerische Gesellschaft für Psychologie (SGP), französisch Société Suisse de Psychologie (SSP), früher: Schweizerische Gesellschaft für Psychologie und ihre Anwendungen, ist der nationale Fachverband der Schweiz zur Förderung der wissenschaftlichen Psychologie für die in Lehre und Forschung tätigen Psychologen. Swiss Psychological Society (SPS) wird als Name ebenfalls offiziell gebraucht, die Homepage und viele Dokumente sind nur noch in englischer Sprache verfügbar.

## Mitgliedschaft und Ziele
Seit 2015 ist der Doktorgrad im Fach Psychologie (in Ausnahmefällen Doktorgrad in einem anderen Fach, wenn sie in der psychologischen Forschung ausgewiesen sind) Voraussetzung für eine ordentliche Mitgliedschaft. Ein abgeschlossenes Hochschulstudium im Hauptfach Psychologie mit entsprechendem akademischen Grad berechtigt zur assoziierten Mitgliedschaft (und war bis 2015 ausreichend für eine ordentliche Mitgliedschaft).
Ziele der SGP sind laut Satzung:
- Förderung einer qualitativ hochstehenden akademischen Aus- und Weiterbildung für Psychologinnen und Psychologen
- Förderung der psychologischen Forschung in der Schweiz
- Förderung der Anwendungen der wissenschaftlichen Psychologie in der Praxis
- Wahrung der Berufsinteressen ihrer Mitglieder und der in Lehre und Forschung tätigen Psychologinnen und Psychologen
- Weiterentwicklung der beruflichen Identität und der Professionalisierung in der Psychologie
- Unterstützung der Zusammenarbeit zwischen Psychologen und psychologischen Institutionen auf nationaler und internationaler Ebene
- Förderung einer auf menschliche und soziale Werte ausgerichteten Anwendung psychologischen Wissens. Die Mitglieder erkennen die Ethischen Richtlinien für Psychologen der SGP und die Berufsordnung der Föderation der Schweizer Psychologinnen und Psychologen (FSP) an

## Aufgaben
Eine zentrale Aufgabe besteht in der Entwicklung berufsethischer Richtlinien und Checklisten für die ethische Beurteilung von psychologischen Forschungsvorhaben durch die Ethikkommission der SGP und in der Unterstützung der Errichtung und Tätigkeit von regionalen Ethikkommissionen an Schweizer Universitäten.
Aller zwei Jahre organisiert die SGP einen nationalen Kongress. Der 15. Kongress fand 2017 in Lausanne statt.
Der wissenschaftliche Nachwuchs wird durch einen aller 2 Jahre verliehenen Nachwuchsforschungspreis im Fach Psychologie gefördert. Die SGP vertritt die Schweiz in der International Union of Psychological Science  (IUPsyS).
Der Sitz der SGP ist Bern.
Berufsverband ist die Föderation der Schweizer Psychologinnen und Psychologen (FSP).

## Geschichte
Die SGP wurde 1943 gegründet, erster Präsident war Jean Piaget. Gegenwärtig hat sie etwa 360 Mitglieder aus 12 unterschiedlichen Einrichtungen, hauptsächlich Schweizer Universitäten. Im Vorstand der SGP sind alle psychologischen Universitätsinstitute vertreten. Die Information ihrer Mitglieder, eine aktive Öffentlichkeitsarbeit und die Vertretung der fachlichen und politischen Interessen der Mitglieder in verschiedenen Gremien sind Kernaufgaben.
Die SGP war als Fachverband Gründungsmitglied der Föderation der Schweizer Psychologinnen und Psychologen. Im September 2015 wurde eine Statutenänderung durchgeführt, dass ordentliche Mitglieder nicht mehr Mitglied der FSP sein müssen. Dadurch ist die SGP seit Anfang 2016 kein Gliedverband der FSP mehr. Damit sind Wissenschaftsgesellschaft SGP und Berufsverband FSP wie in den deutschsprachigen Nachbarländern gleichberechtigte Partner bei der Vertretung der Psychologie in der Schweiz geworden, die weiter kooperieren.
Die SGP war Herausgeberin des Swiss Journal of Psychology, welches viermal im Jahr erschien. Die Veröffentlichung der Zeitschrift wurde 2020 (Heft 3–4 als letztes) eingenstellt.

## Präsidenten
- 1943 – 1945 Jean Piaget
- 1945 Hans Spreng
- 1946 – 1948 Hans Christoffel
- 1949 – 1951 N.N.
- 1952 – 1955 Charles Odier
- 1955 – 1959 Richard Meili
- 1959 – 1962 Michel Gressot
- 1962 – 1968 Jean Ungricht
- 1965 – 1968 Bärbel Inhelder
- 1968 – 1973 Vincent Lunin
- 1973 – 1976 Rémy Droz
- 1976 – 1978 Kollektiv: August Flammer, Alfred Lang, Jacques Spérisen und Ulrich Wälti
- 1978 – 1984 Francois Stoll
- 1984 – 1987 Ruth Burckhardt
- 1987 – 1989 Meinrad Perrez
- 1989 – 1993 Francois Gaillard
- 1993 – 1995 René Hirsig
- 1995 – 1998 Reto Volkart
- 1998 – 2003 Jean Retschitzki
- 2003 – 2008 Alexander Grob
- 2009 – 2011 Marianne Schmid Mast
- 2011 – 2017 Sabine Sczesny
- 2017 – heute  Matthias Kliegel